# Adolph Metzger
Adolph Metzger (* 1896 in Hannoversch Münden; † 1965) war ein deutscher Geologe.
Metzger zog nach dem Ersten Weltkrieg nach Finnland, wo er 30 Jahre Geologe bei der Firma AG Pargas Kalkberg war. Dabei erkundete er Kalksteinvorkommen in Finnland, was zu einer Monographie über Kalkvorkommen in Pargas führte. Er veröffentlichte zu unterschiedlichsten Themen der Geologie, Zement-Mineralogie und Paläontologie und führte geophysikalische Methoden zum Studium geologischer Probleme in Finnland ein. 1952 wurde er aufgrund seiner wissenschaftlichen Verdienste Professor für Angewandte Geologie an der Åbo Akademi.